# Gabara punctilinea
Gabara punctilinea là một loài bướm đêm trong họ Erebidae.